# Ситња
Ситња (рус. Ситня) река је на северозападу европског дела Руске Федерације. Протиче преко преко територија Псковске и Новгородске области. Лева је притока реке Шелоњ у коју се улива 64 km узводно од њеног ушћа у Иљмењ, те део басена реке Неве и Балтичког мора.
Река Ситња свој ток започиње у маленом мочварном Јахновском језеру на подручју Стругокрасњенског рејона Псковске области, док се у Шелоњ улива на подручју Сољчанског рејона Новгородске области. Укупна дужина водотока је 117 km, а површина сливног подручја 1.020 km².
Најважније притоке су реке Риндица, Шишолка и Коломенка са десне, те Белка, Чјорнаја и Законка са леве стране. Река пресеца магистрални друм Псков М20 и ауто-пут А-116 Велики Новгород—Даугавпилс.